# 마크 에번스
마크 에번스(Mark Evans, 1954년 5월 19일 ~ )는 오스트레일리아의 베이시스트로, 1975년 3월부터 1977년 6월까지 AC/DC의 멤버였던 것으로 알려져 있다.